# Larutia sumatrensis
Larutia sumatrensis är en ödleart som beskrevs av  Pieter Bleeker 1860. Larutia sumatrensis ingår i släktet Larutia och familjen skinkar. IUCN kategoriserar arten globalt som otillräckligt studerad. Inga underarter finns listade i Catalogue of Life.